# Rhaphiolepis lanceolata
Rhaphiolepis lanceolata är en rosväxtart som beskrevs av Hu Hsien-Hsu. Rhaphiolepis lanceolata ingår i släktet Rhaphiolepis och familjen rosväxter. Inga underarter finns listade i Catalogue of Life.